# Герасимец, Владимир Григорьевич
Владимир Григорьевич Герасимец (укр. Володимир Григорович Герасимець; 7 февраля 1970) — советский и украинский футболист. Младший брат футболиста сборной Белоруссии Сергея Герасимца (1965—2021).
Играл во второй (1989) и второй низшей (1990—1991) союзных лигах за «Динамо» Белая Церковь, в первой украинской лиге за «Рось» (1992—1993, так стало называться «Динамо»), «Десну» Чернигов (1993/94) и «Оболонь-ПВО» (1999/2000), во второй лиге Украины за «Трансимпекс-Рось» (1995), «Систему-Борекс» Бородянка (1995/96, 1996/97), «Оболонь-ПВО»/«Оболонь» (1997—1999, 2000) и «Оболонь-2» (1999/2000).
В высшей лиге Украины сыграл 17 матчей в сезоне 1993/94 за винницкую «Ниву».
В сезоне 1994/95 сыграл 20 матчей и забил 1 гол за «Восход» Славутич в третьей украинской лиге.
В 2001 году играл за любительсую команду «Титан» Иршанск.
Всего во второй союзной лиге провёл 12 матчей, во второй низшей лиге СССР — 58 матчей, 3 гола. В второй лиге Украины — 112 матчей, 5 голов, в первой лиге — 55 матчей, 4 гола.
По состоянию на 2019 год — куратор высшего дивизиона Детско-юношеской футбольной лиги в отделе юношеского футбола ФФУ.